# Караново (Бургаська область)
Кара́ново (болг. Караново) — село в Бургаській області Болгарії. Входить до складу громади Айтос.

## Населення
За даними перепису населення 2011 року у селі проживали 409 осіб.
Національний склад населення села:
| Національність   | Кількість осіб | Відсоток |
| ---------------- | -------------- | -------- |
| болгари          | 325            | 85,5%    |
| цигани           | 4              | 1,1%     |
| Всього відповіли | 380            |          |

Розподіл населення за віком у 2011 році:
Динаміка населення: